# 霍利斯普林斯 (密西西比州)
霍利斯普林斯（英語：Holly Springs）是一個位於美國密西西比州馬歇爾縣的城市。根據2010年美國人口普查，該地共人口7,699人，而該地的面積約為33.00平方千米。同時該地也是馬歇爾縣的縣治。

## 地理
霍利斯普林斯的座標為34°46′24″N 89°26′47″W / 34.77333°N 89.44639°W，而該地的平均海拔高度為183米（即600英尺）。